# Alena Yiv

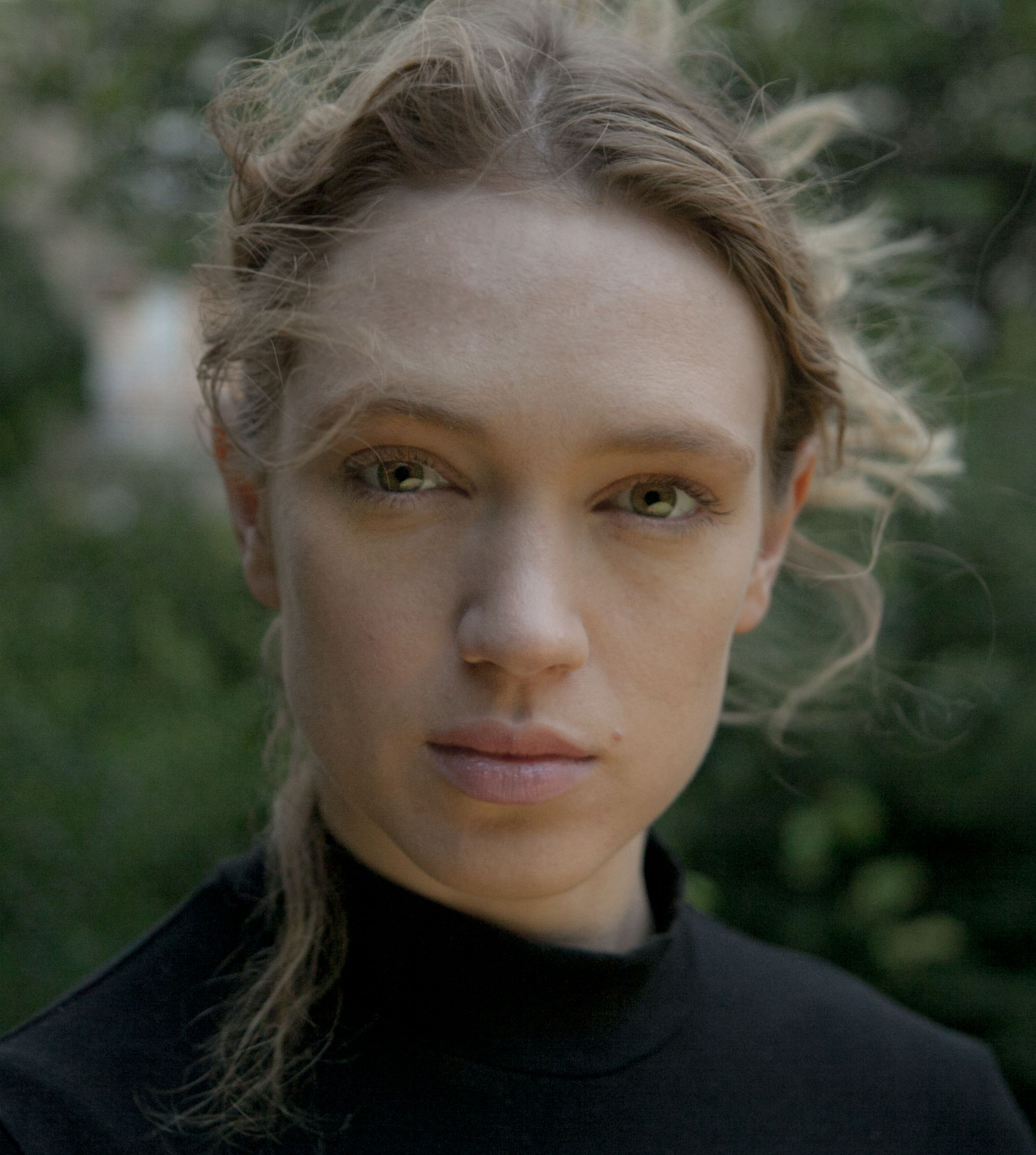
Alena Yiv (2011)

Alena (Alona) Yiv (hebräisch אלונה איב; geboren als Alona Ovsyanick, russisch Алёна Овсянник; * 30. November 1979 in St. Petersburg, Sowjetunion) ist eine israelische Schauspielerin und Regisseurin.

## Leben
Alona Ovsyanick wurde als Tochter einer Psychologiestudentin und eines Ökonomiestudenten in Sankt Petersburg geboren. Nach dem Hochschulabschluss der Eltern zog die Familie nach Tichwin. Dort wurden ihre zwei jüngeren Schwestern geboren. Eine ihrer Schwestern ist Ksenia Ovsyanick, Ballerina des Staatsballetts Berlin. In den frühen neunziger Jahren zog die Familie nach Belarus, von wo ihre Eltern ursprünglich kamen und wo sie bis heute leben.
Als Kind besuchte Alona die Musikschule und spielte Klavier. Mit vierzehn Jahren (1994) zog Yiv alleine im Rahmen des NAALE-Programms nach Israel. Sie lebte ein Jahr im Kibbuz Mischmar HaEmek, wo sie Hebräisch lernte. Danach ging sie an die Schule für Wissenschaft und Musik in Herzlia, wo sie Physik- und Computerkurse belegte und weiter Klavier spielte. Im Jahr 1998 wurde sie für höhere Studien an der Fakultät für Mathematik am Technion zugelassen, brach das Studium jedoch ab. 2004 begann sie am Hadassah College in Jerusalem Regie für Film und Fernsehen zu studieren. Während ihres Studiums produzierte und inszenierte sie Kurzfilme, darunter Color Correction (2005), für den sie ausgezeichnet wurde. Im Rahmen ihres Filmstudiums nahm sie an Schauspielkursen unter der Leitung von Josefa Even-Schoschan teil. Nach Abschluss des Filmstudiums zog sie nach Tel Aviv, wo sie mit ihrem Partner und ihren beiden Kindern lebt.

## Filmografie (Auswahl)
- 2006: Junior
- 2010–2013: Blue Natalie (Fernsehserie, 18 Folgen)
- 2012: The Fifth Heaven
- 2013: Goldberg & Eisenberg
- 2013: Haverot (Fernsehserie, Folge 1x02)
- 2015–2016: Hazoref (Fernsehserie, 6 Folgen)
- 2015: The Writer (Fernsehserie, Folge 1x01)
- 2016: Heroine
- 2020: Asia

## Auszeichnungen (Auswahl)
- 2020: Ophir Preis für Asia